# سوزوکی شیگه‌هیده
سوزوکی شیگه‌هیده (به ژاپنی: 鈴木重秀 Suzuki Shigehide); ۱ ژانویهٔ ۱۵۴۶ – ۱ ژانویهٔ ۱۵۸۶) پسر سوزوکی سادایو و آخرین رهبر سایکا ایکی در دوره سنگوکو اهل ژاپن بود.